# Ssangbong sa
Ssangbong sa (쌍봉사 Klasztor Bliźniaczych Szczytów) – koreański klasztor szkoły sŏn.

## Historia klasztoru
Data powstania klasztoru jest niepewna, tak jak i kto go zbudował. Jednak zazwyczaj jego zbudowanie wiąże się z Ch'ŏlgamem Toyunem, mistrzem sŏn, który w 847 r. powrócił do Korei z Chin. Wiadomo, że wybudował on mały klasztor Hŭngyŏng w Górach Diamentowych na górze P’ungak. Czy wybudował także klasztor Ssangbong jest niepewne, bowiem początki tego klasztoru datują się na okres przed 839 rokiem. Być może Toyun rozbudował klasztor z małej świątyni.
Jego uczeń Chinghyo Chŏljung wybudował klasztor na górze Saja i odtąd jego linia przekazu Dharmy (szkoła) zaczęła być nazywana od nazwy góry i stała się jedną z dziewięciu górskich szkół sŏn (kor. Gusansŏnmun).
Klasztor Ssangbong został zniszczony w roku 1597 w czasie inwazji japońskiej na Koreę.
W czasie wojny koreańskiej w 1950 r. zniszczono cześć budynków klasztoru, oprócz Gŭkrakjŏnu i Daeungjŏnu. W 1978 r. przywrócono klasztor do świetności po wyremontowaniu Myŏngbujŏnu, jednak 30 kwietnia 1984 r. pożar strawił trzykondygnacyjną drewnianą stupę oraz Daeungjŏn. W 1986 r. odbudowano go wraz z innymi budynkami.

## Ciekawsze obiekty

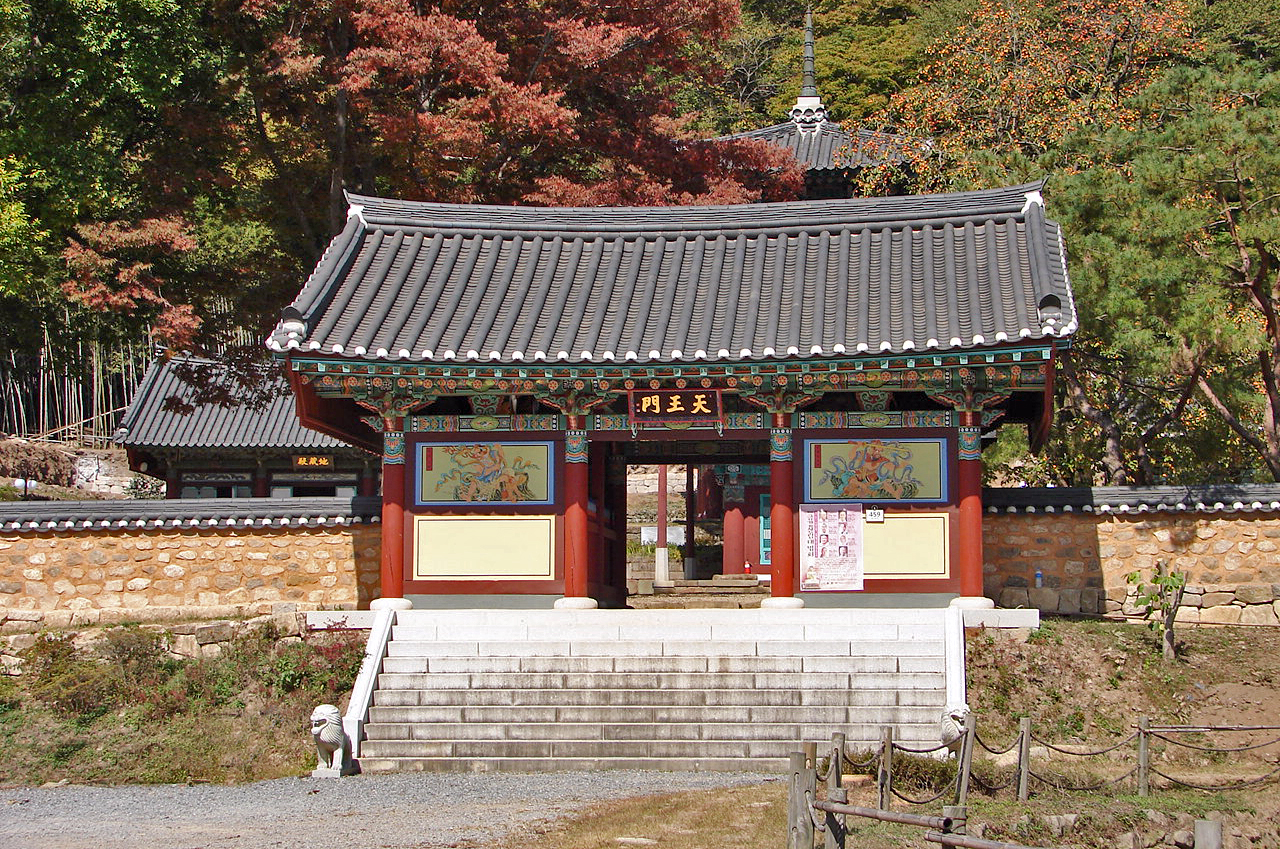
Brama wejściowa
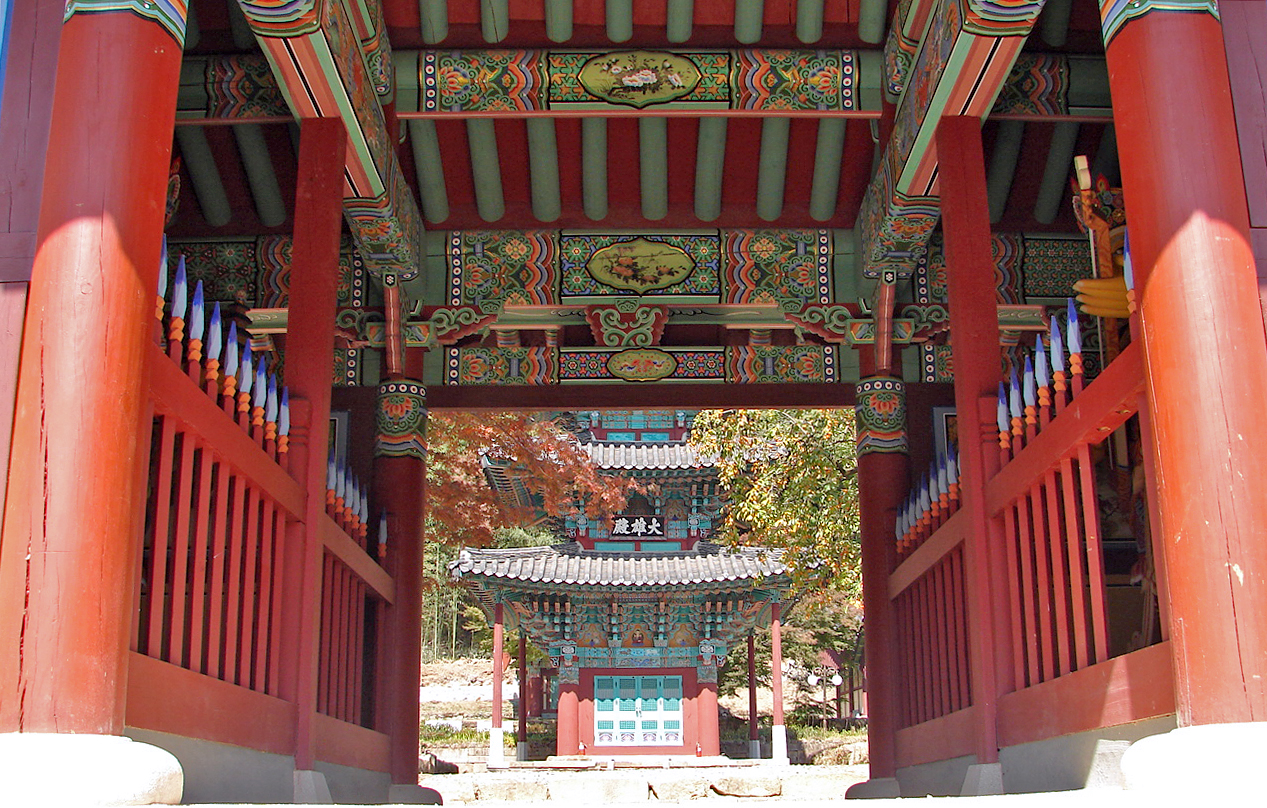
Wnętrze bramy
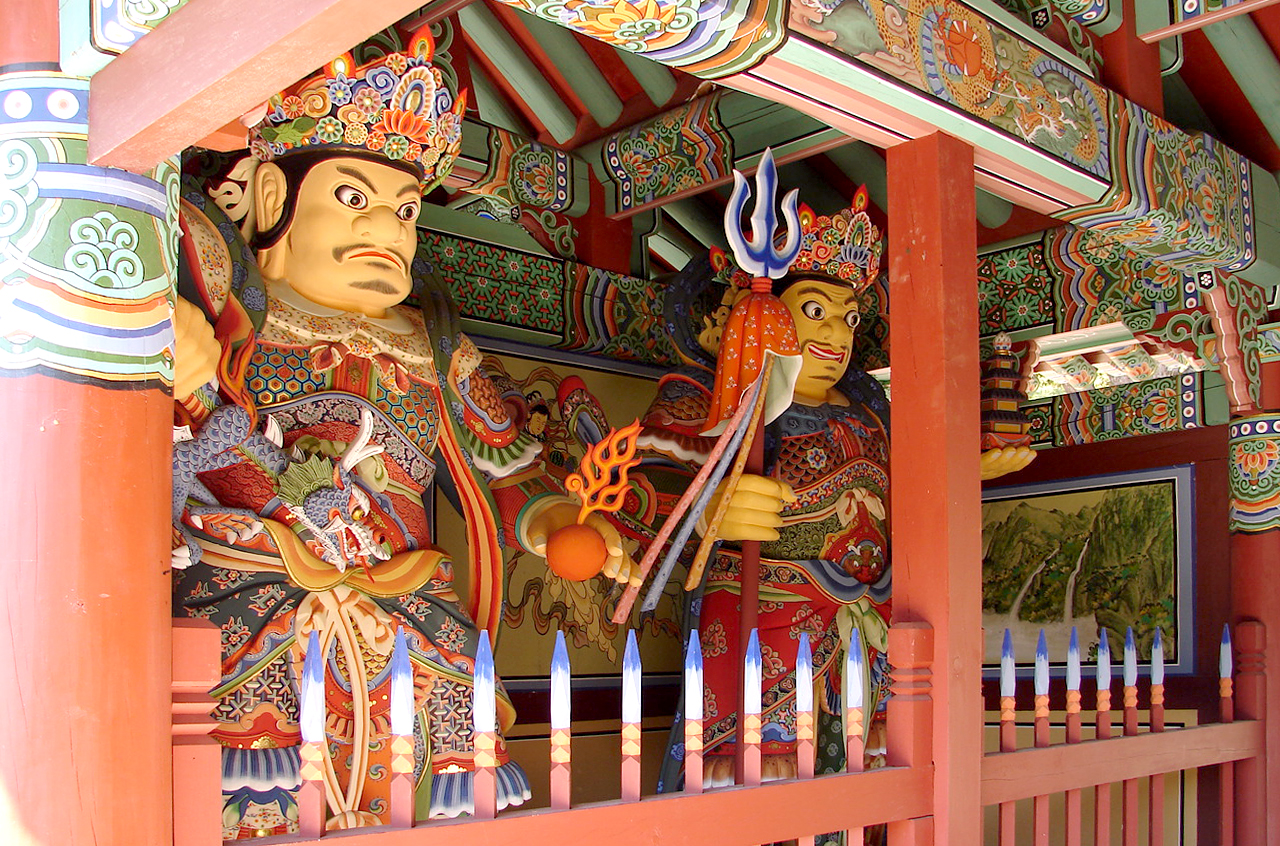
Obrońcy z lewej strony
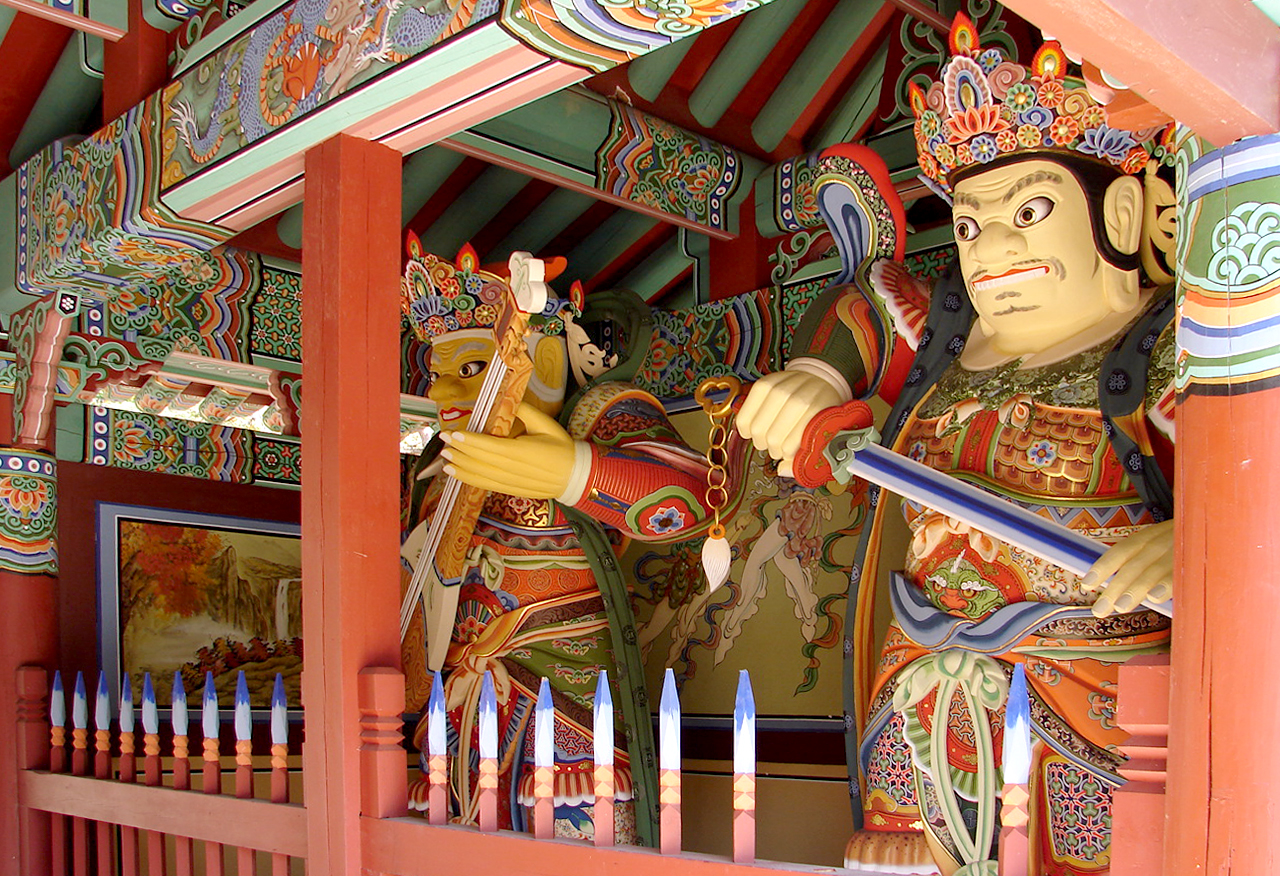
Obrońcy z prawej strony
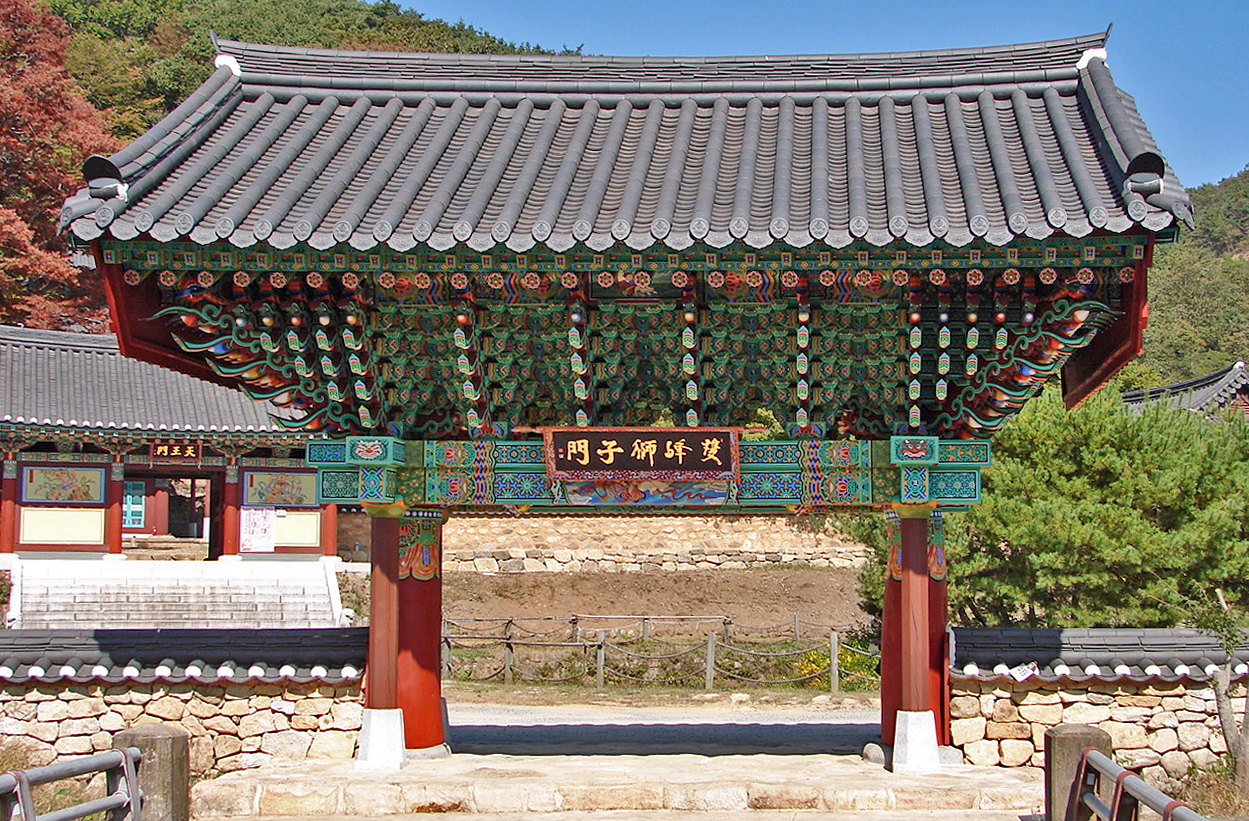
Iljumun – brama jednofilarowa
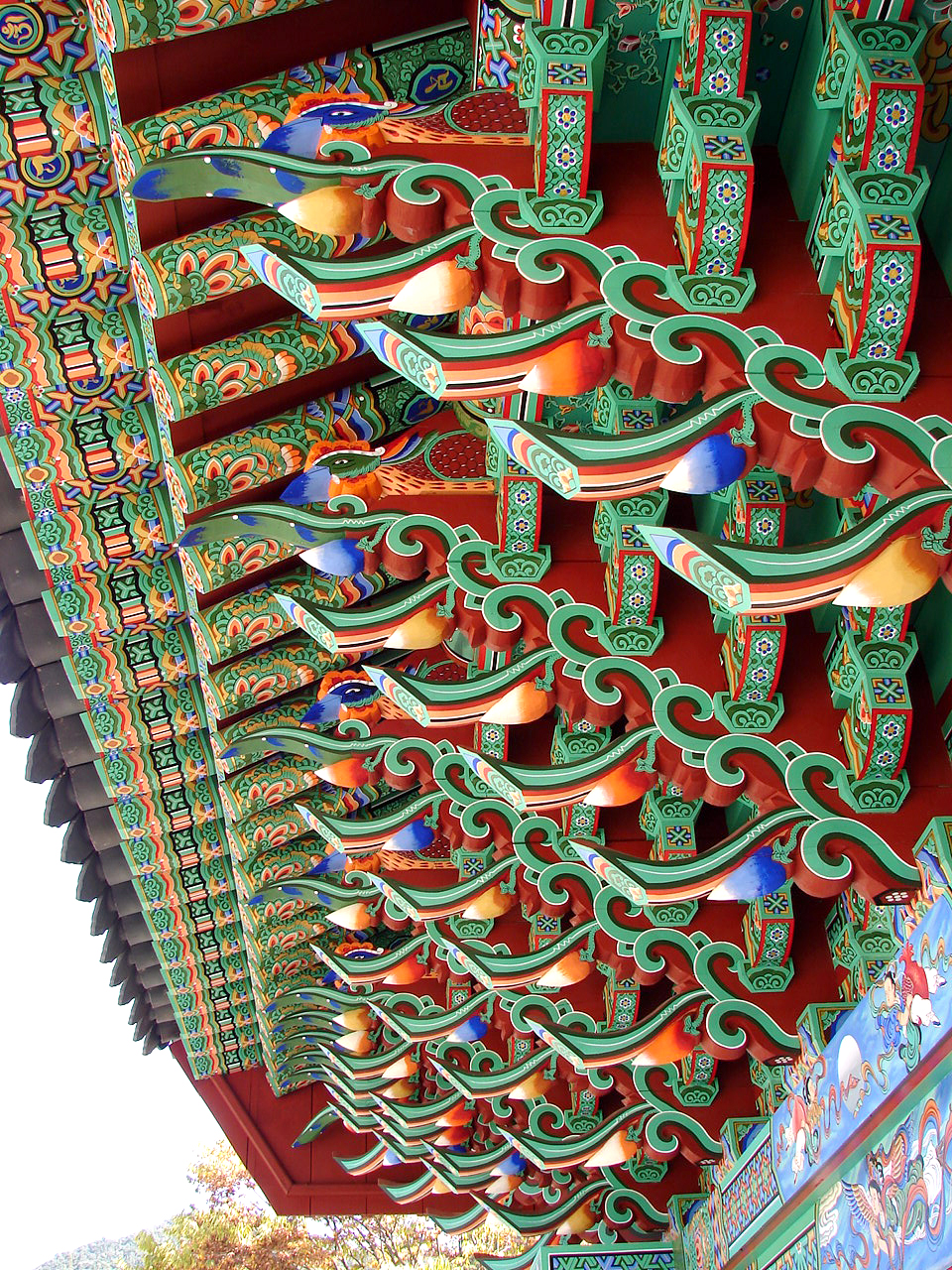
Iljumun – malowanie i ornamentacja
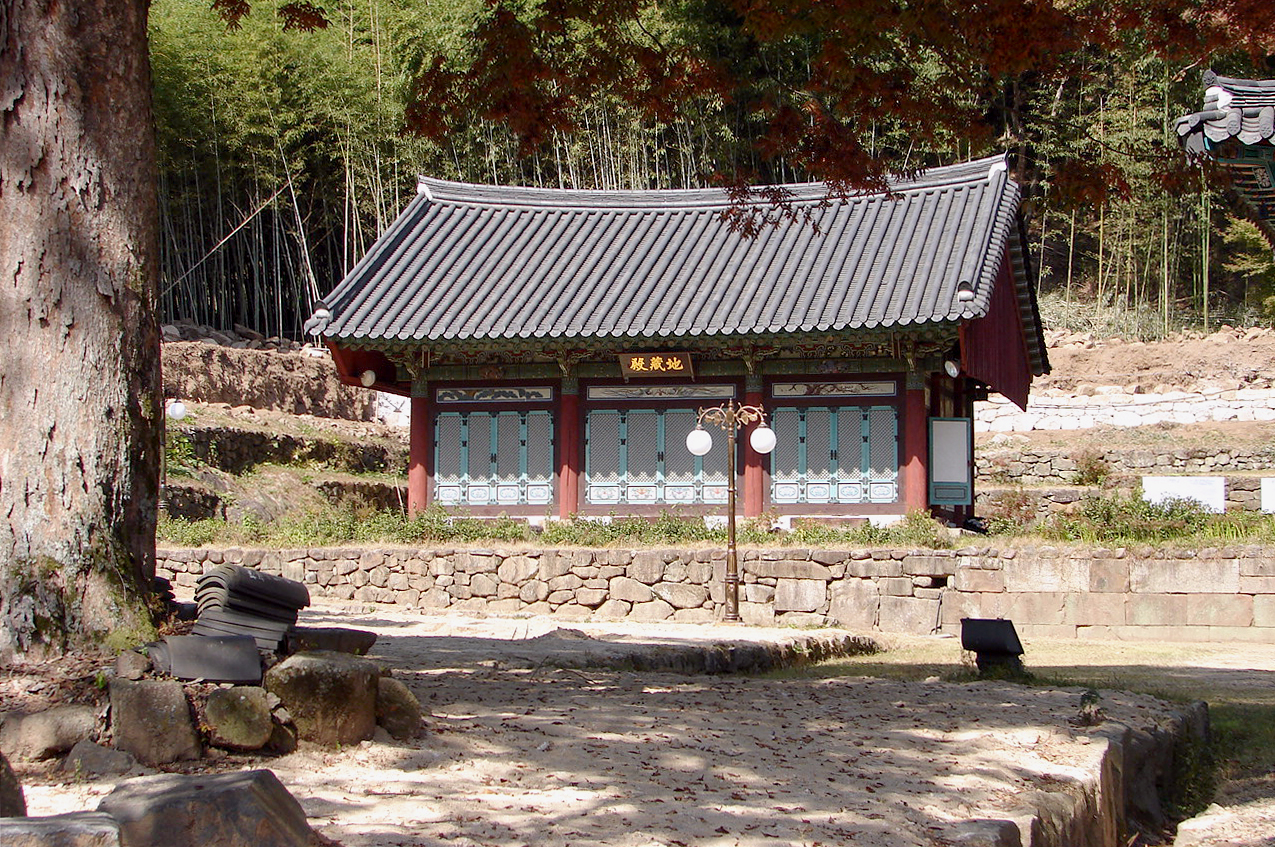
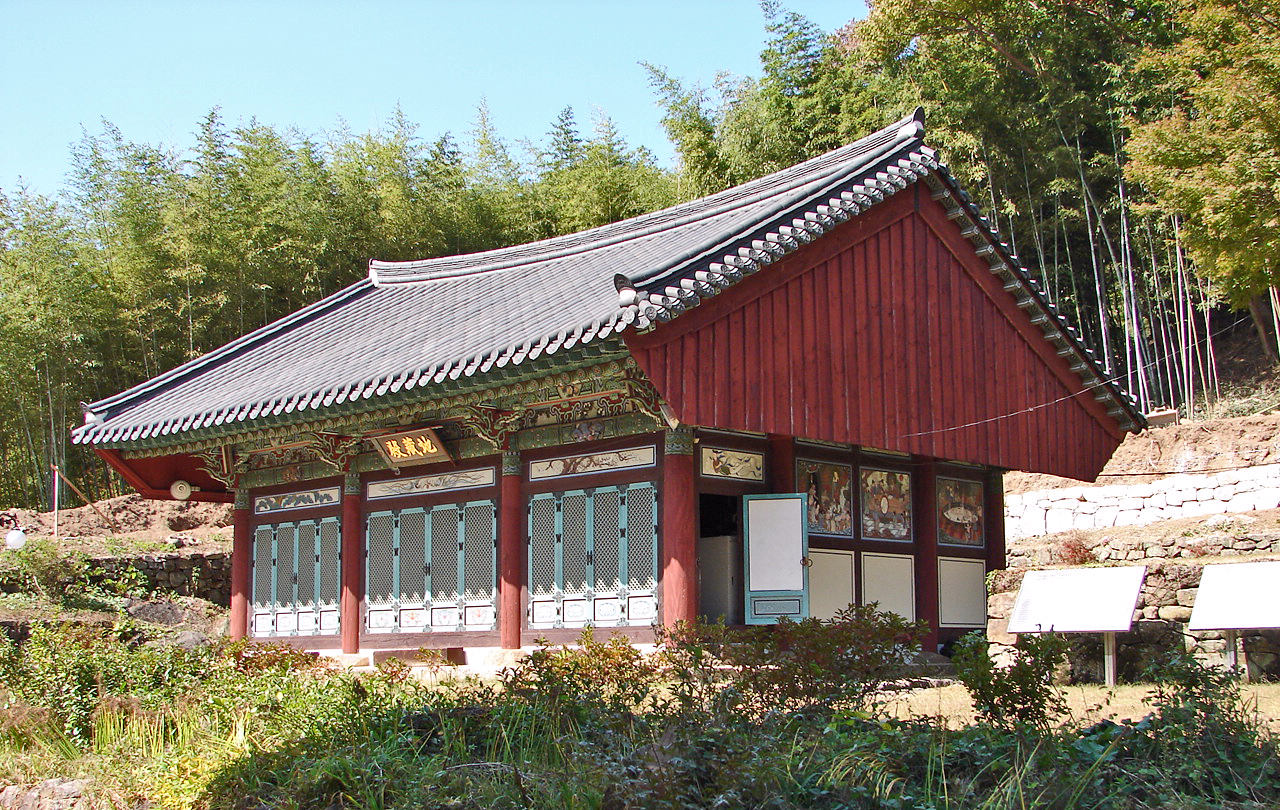
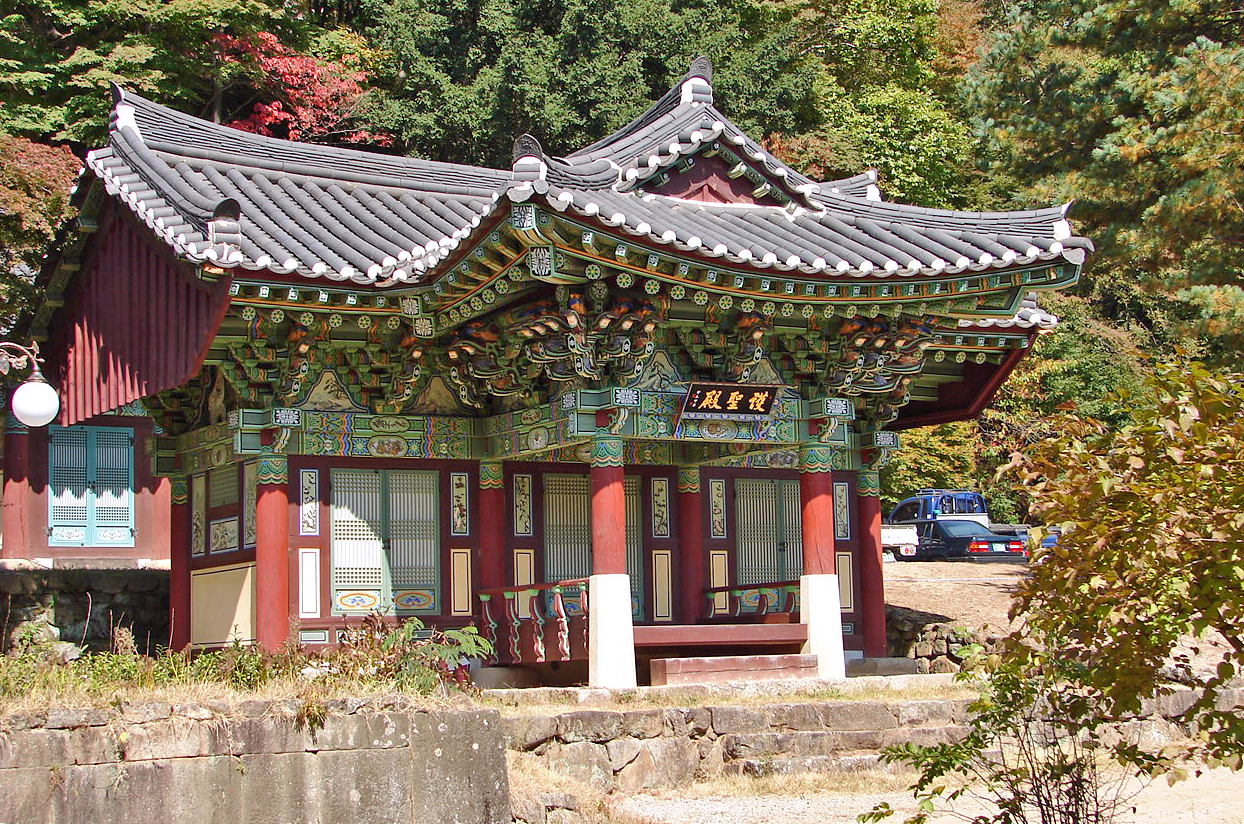
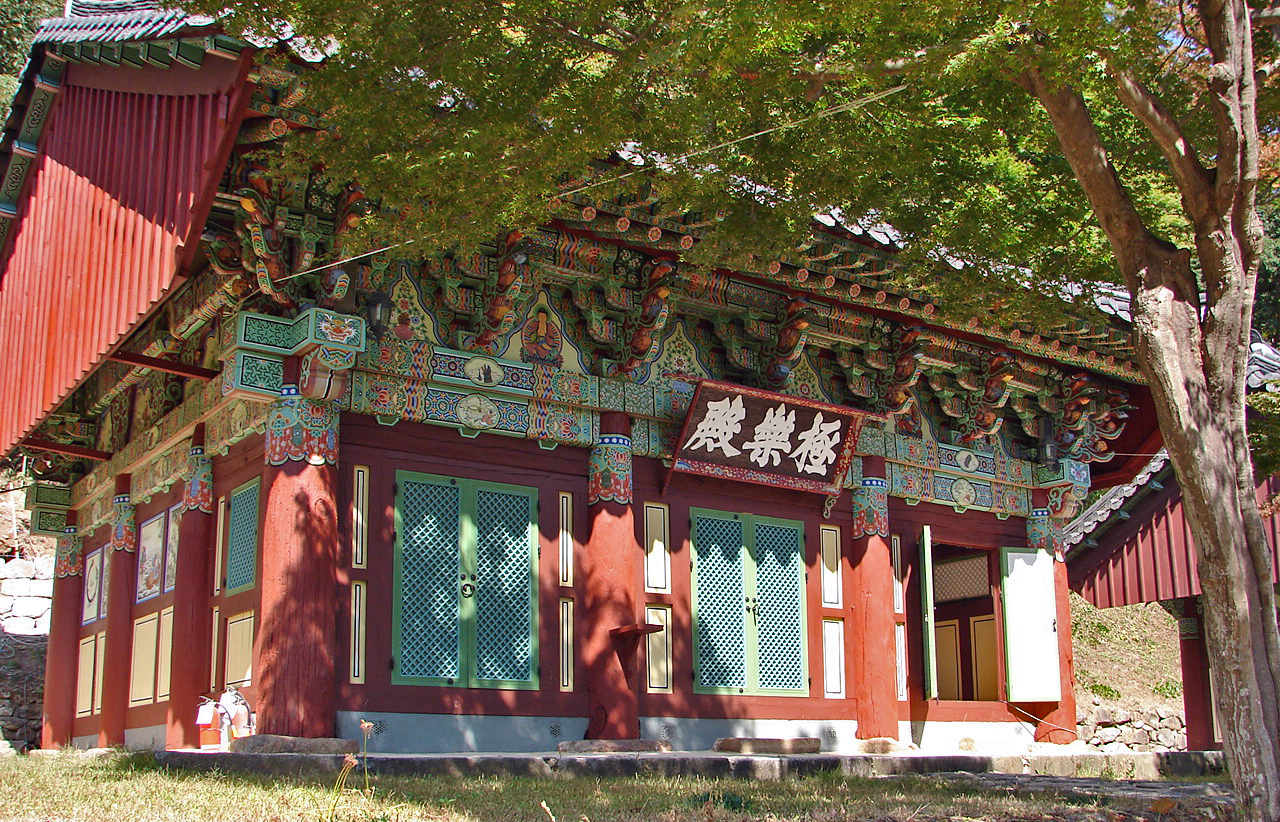
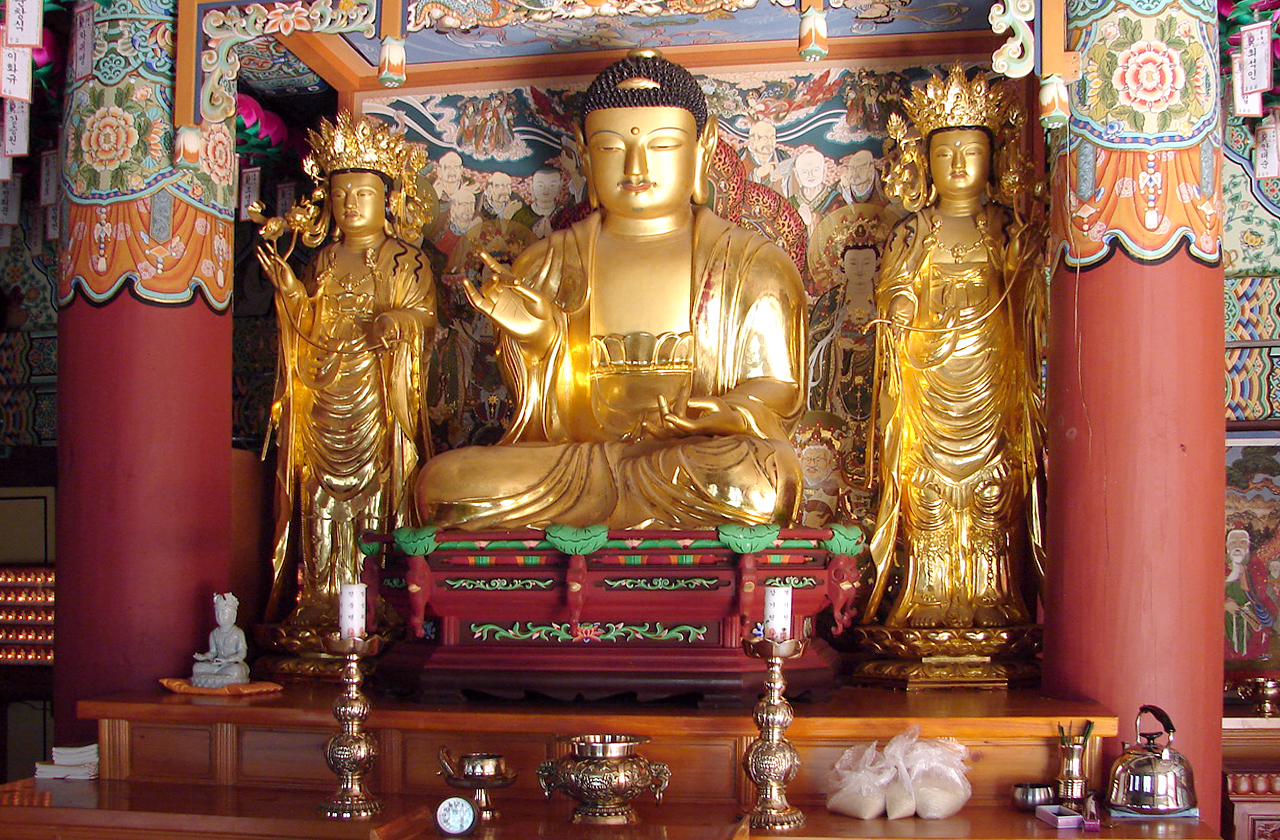
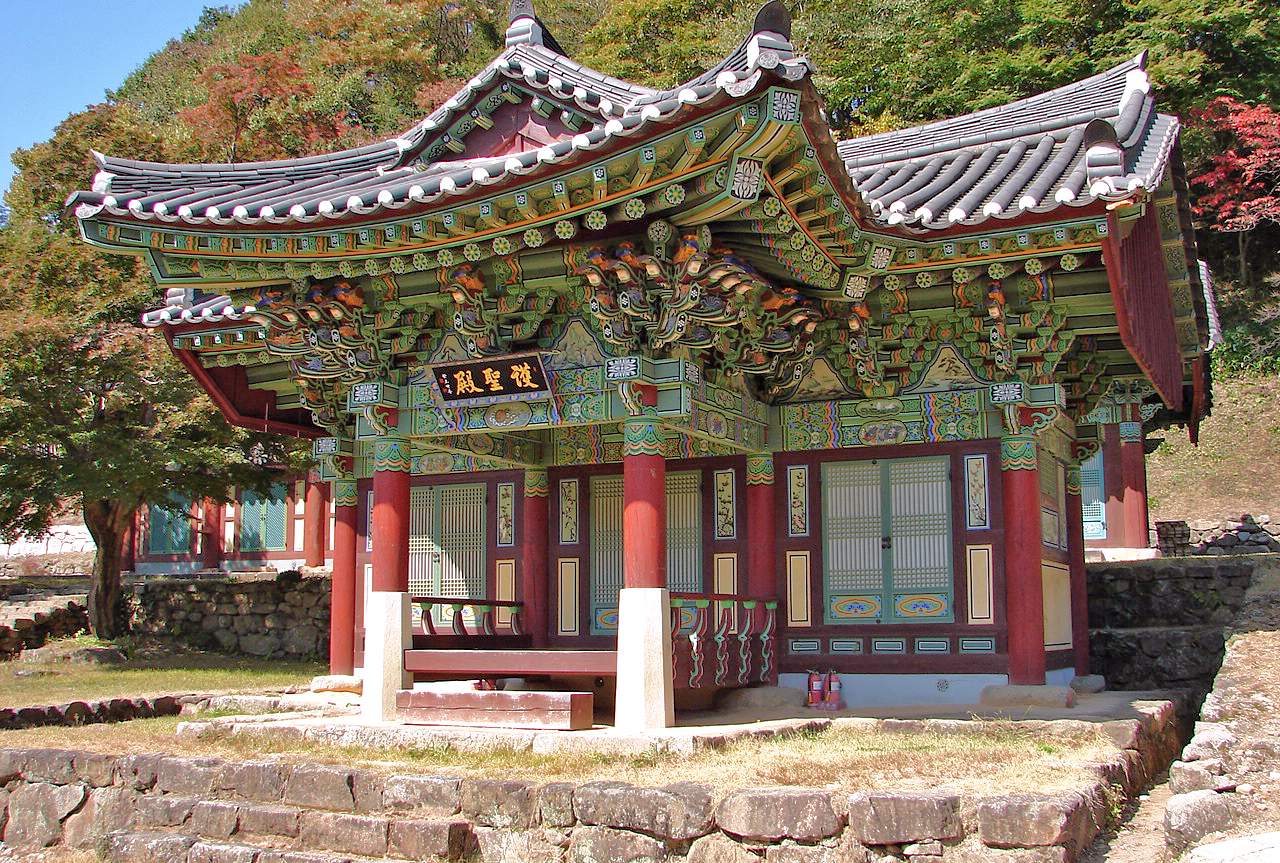
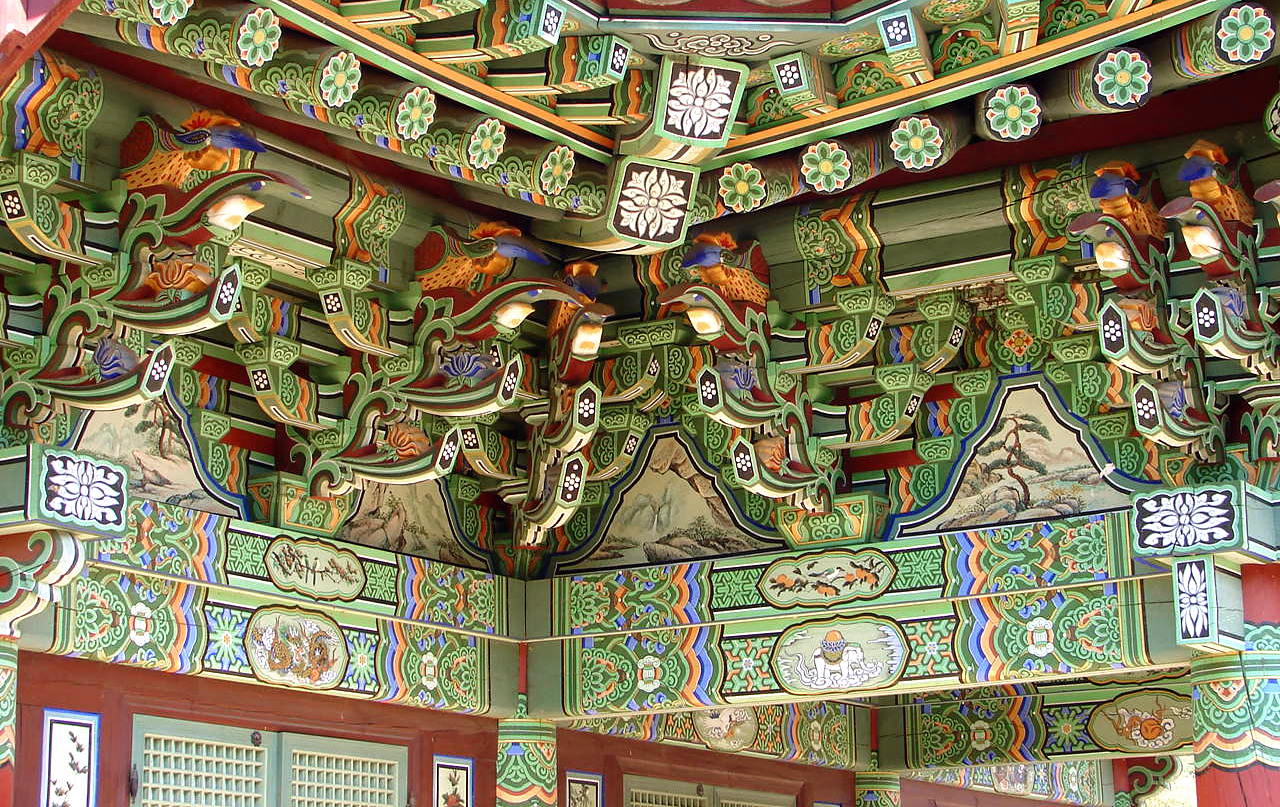
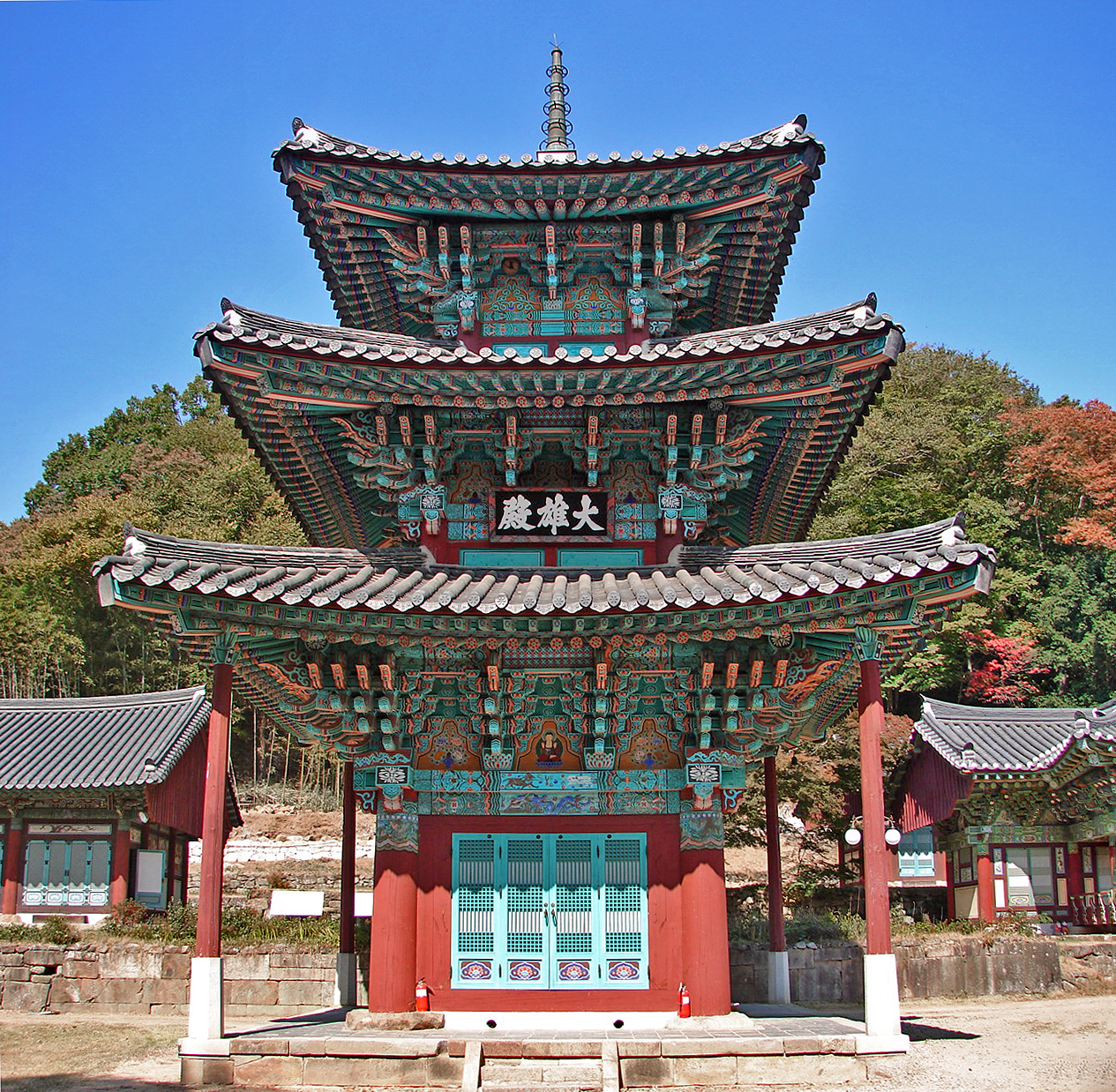
Daeungjŏn
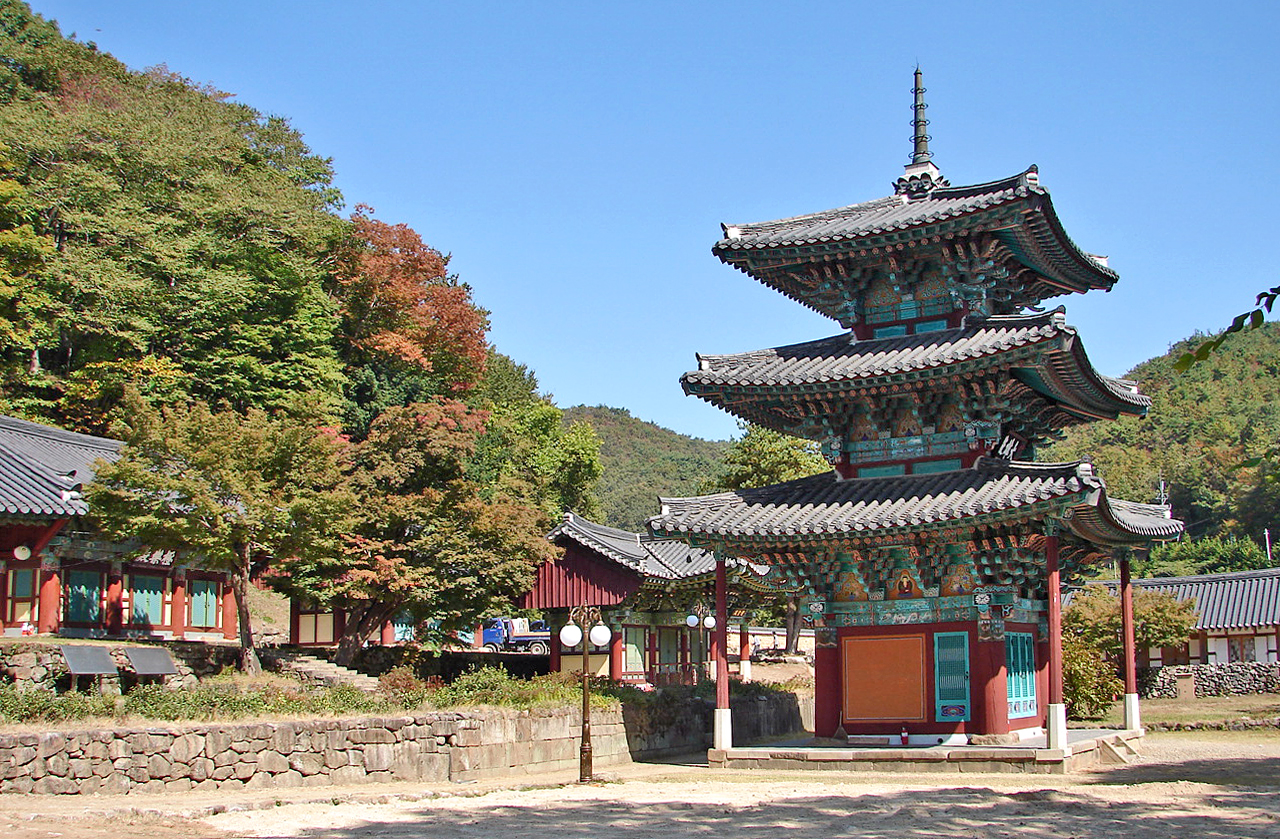
Daeungjŏn
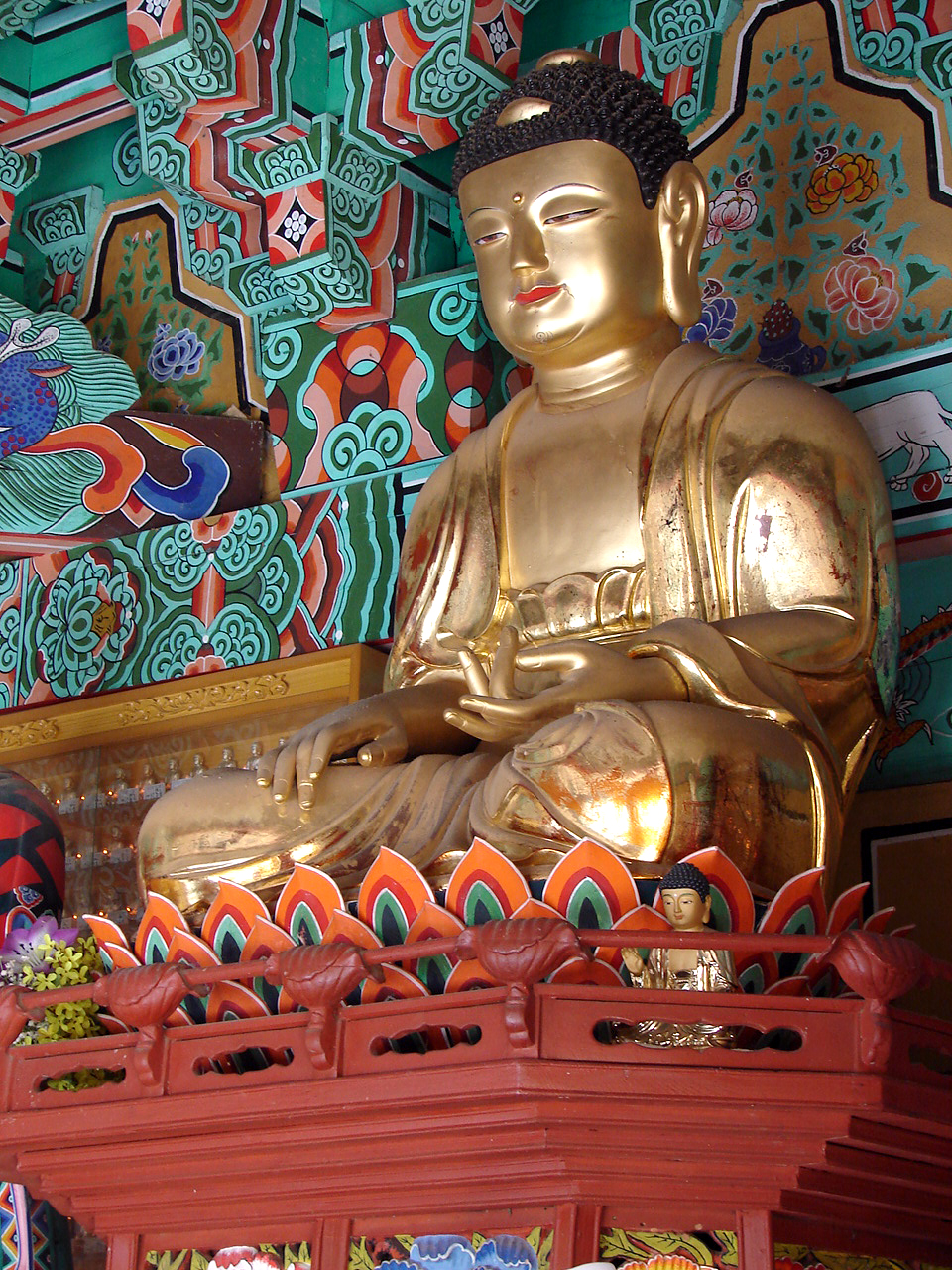
Budda z Daeungjŏnu
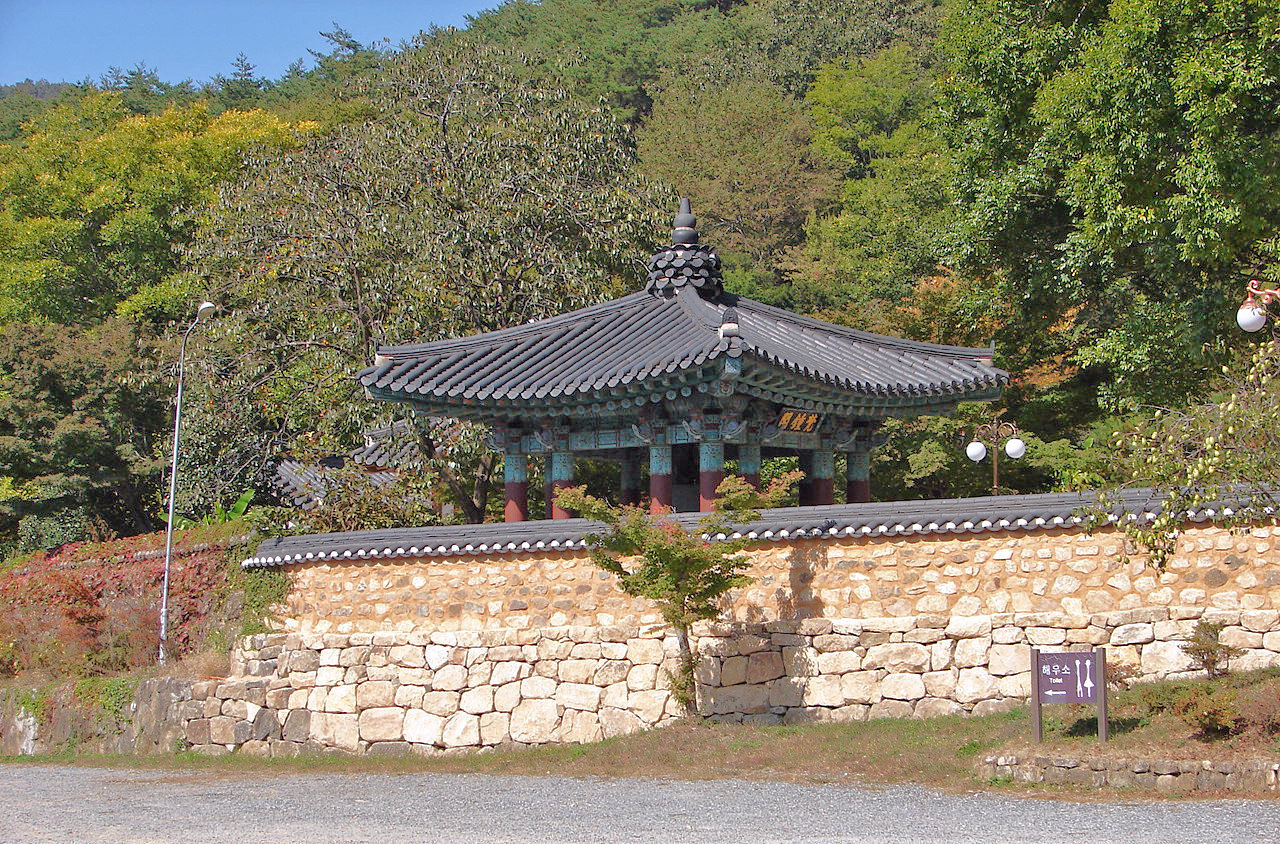
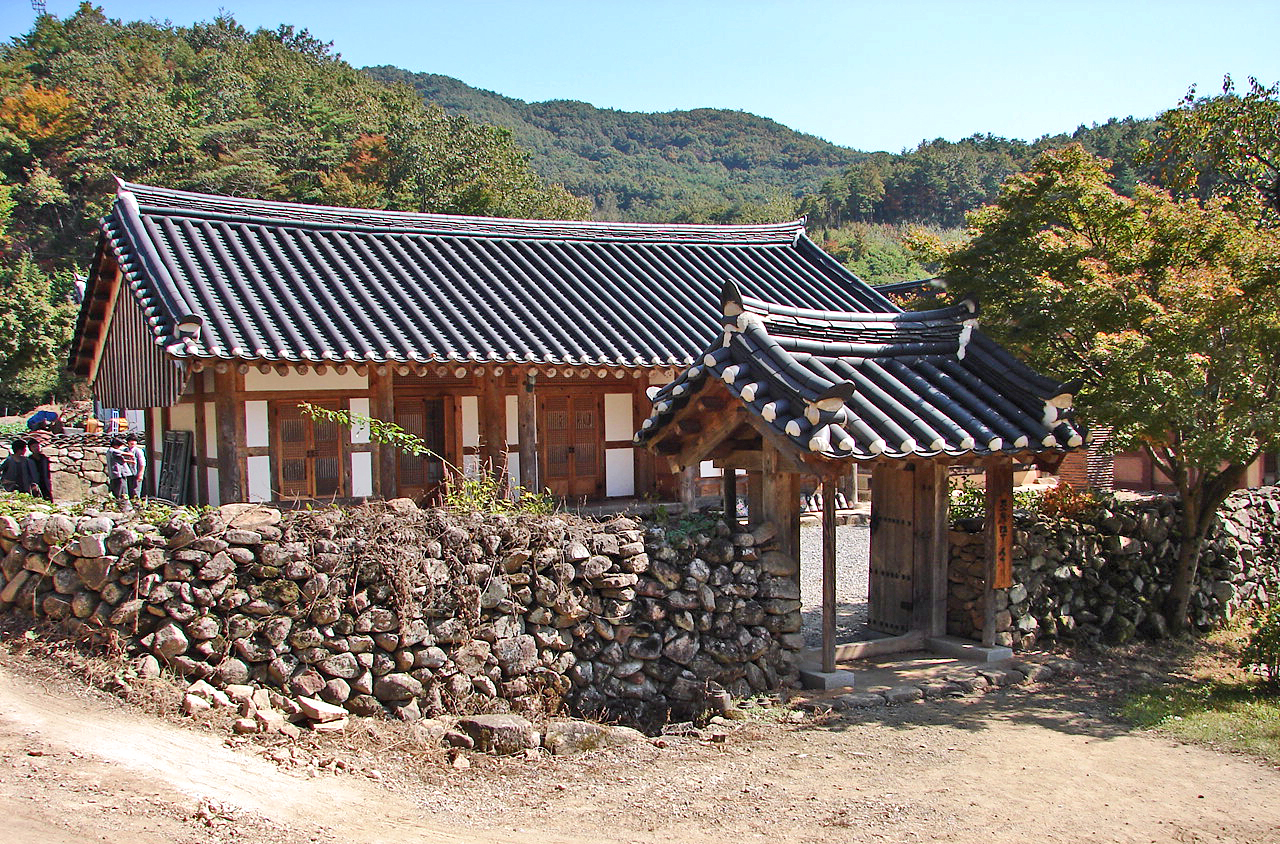
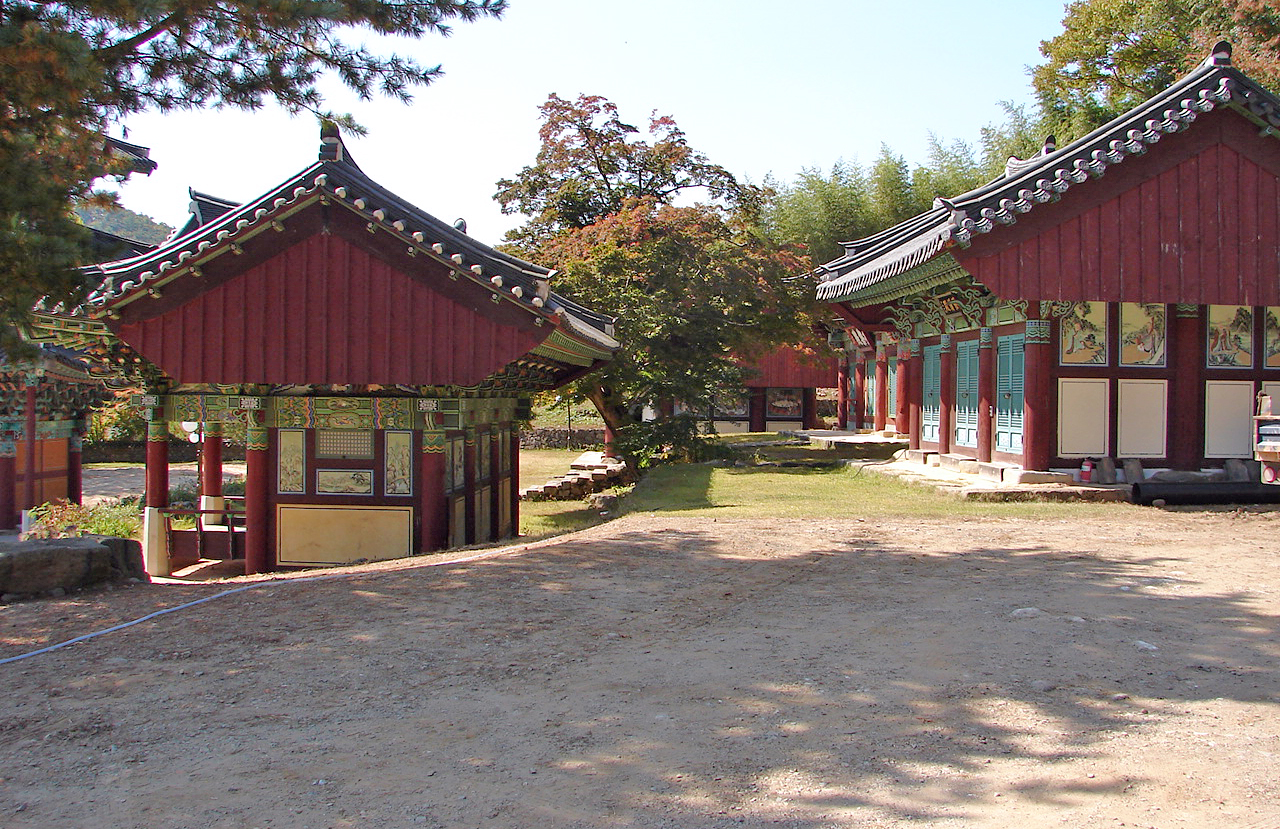
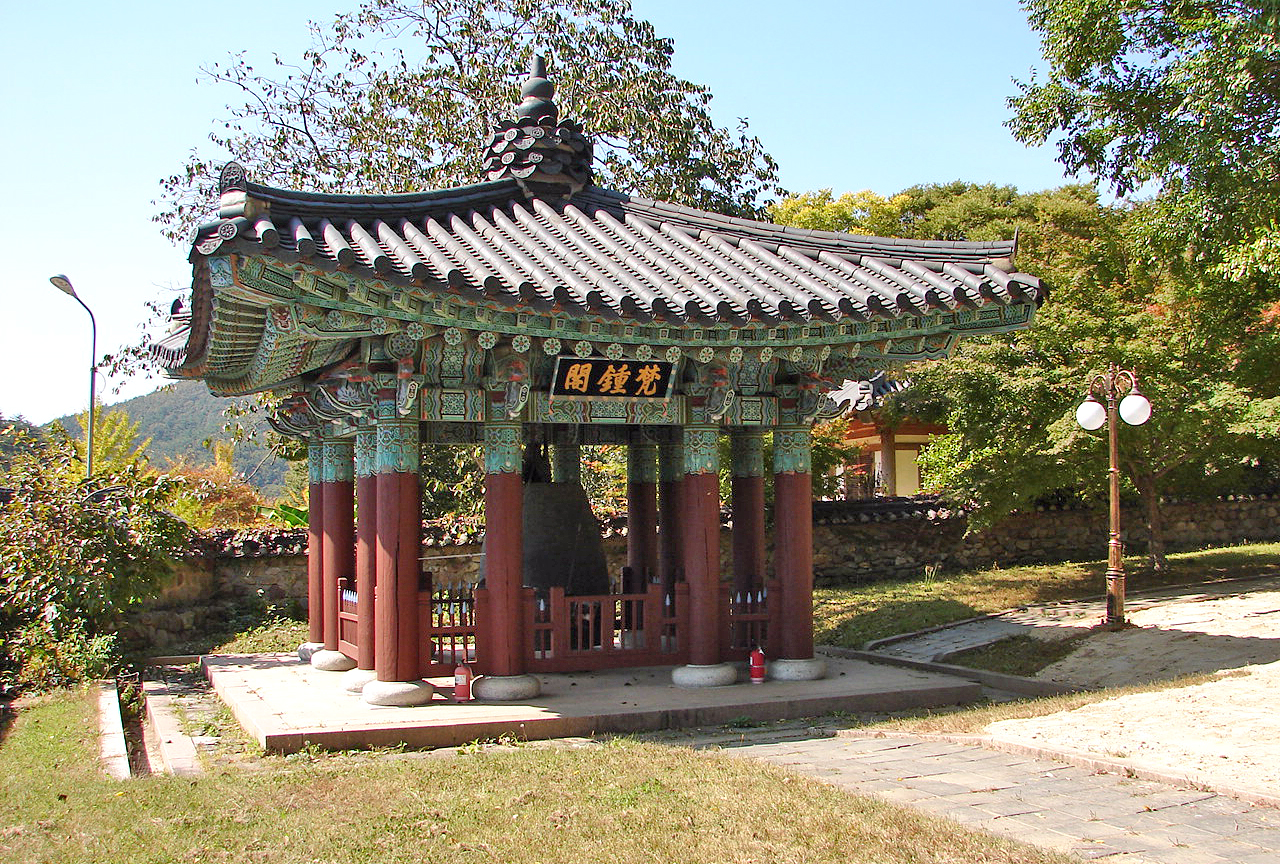
Wieża dzwonu
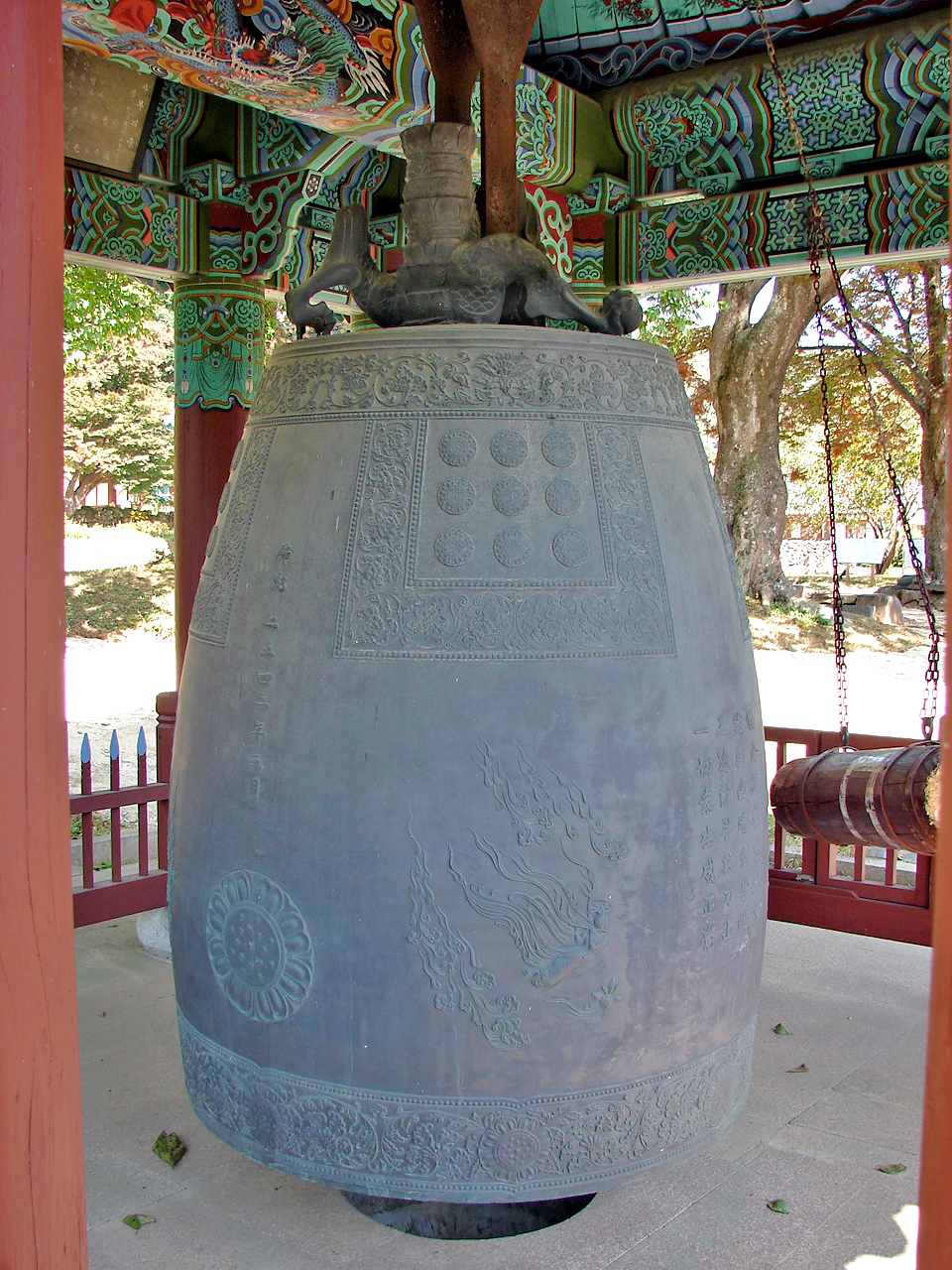
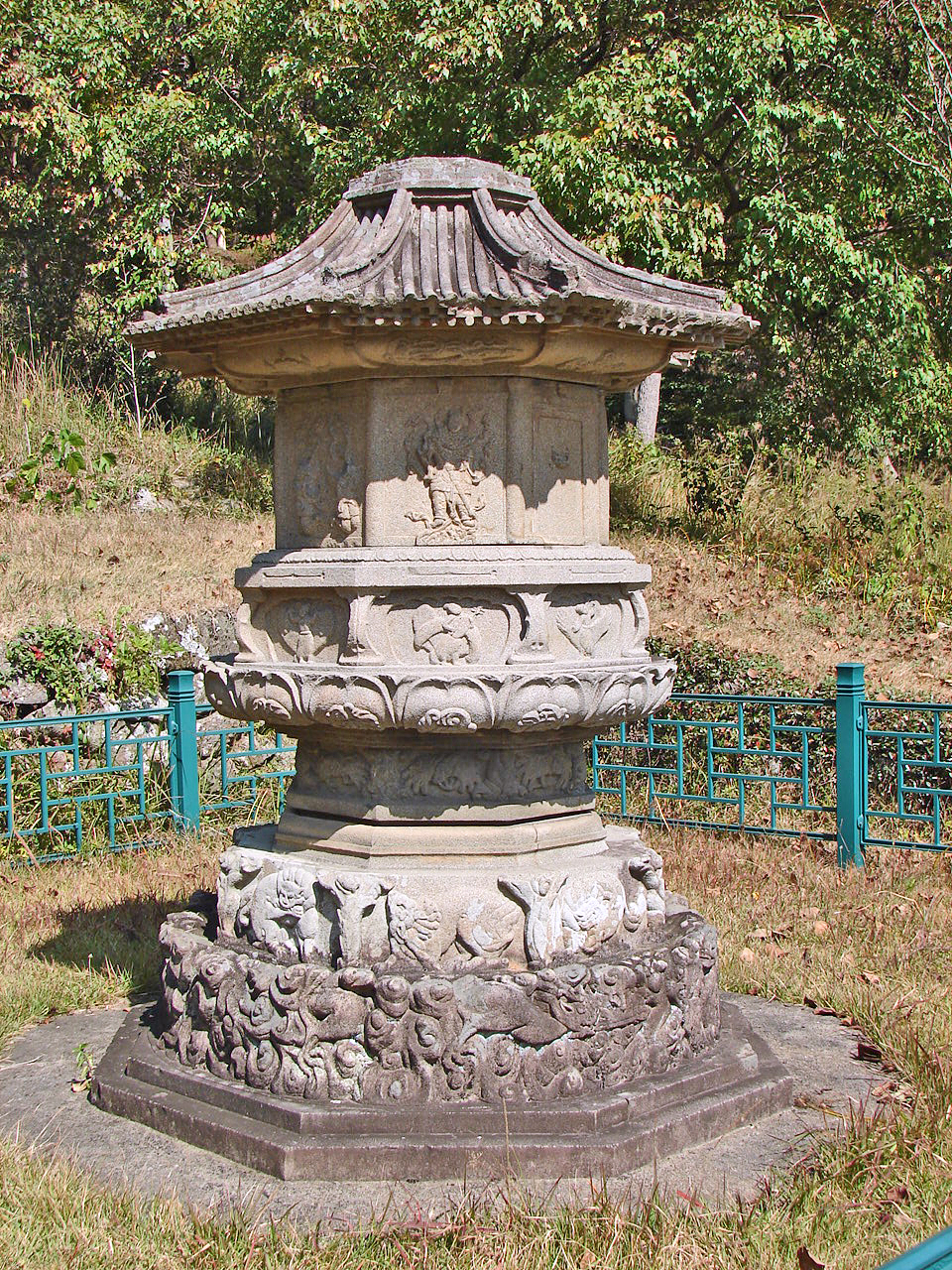
Stupa mistrza Ch'ŏlgama Toyuna – Skarb Narodowy nr 57
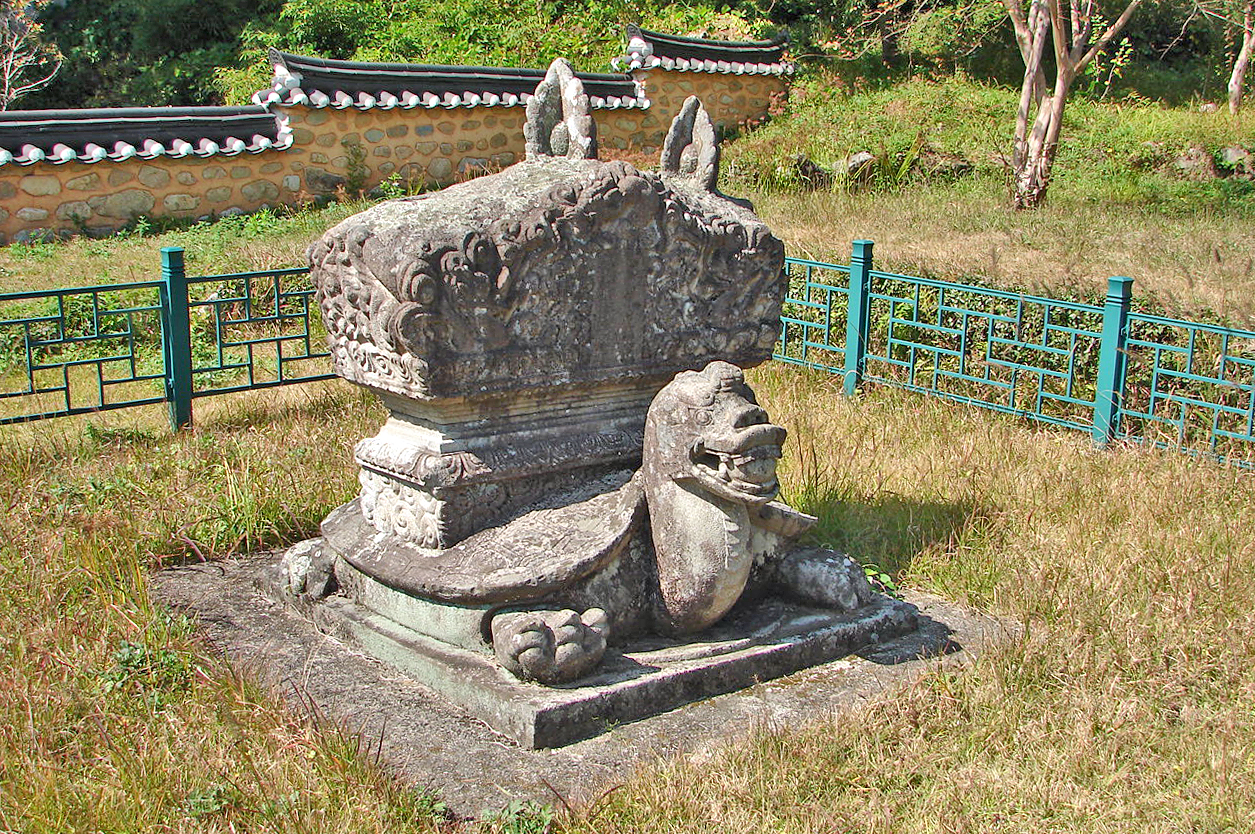
Stela mistrza Ch'ŏlgam Toyun – Skarb (regionalny) nr 170

## Adres klasztoru
- 220 Jeung-ri, Iyang-myeon, Hwasun, Jeollanam-do, Korea Południowa